# Codex Ephraemi Rescriptus

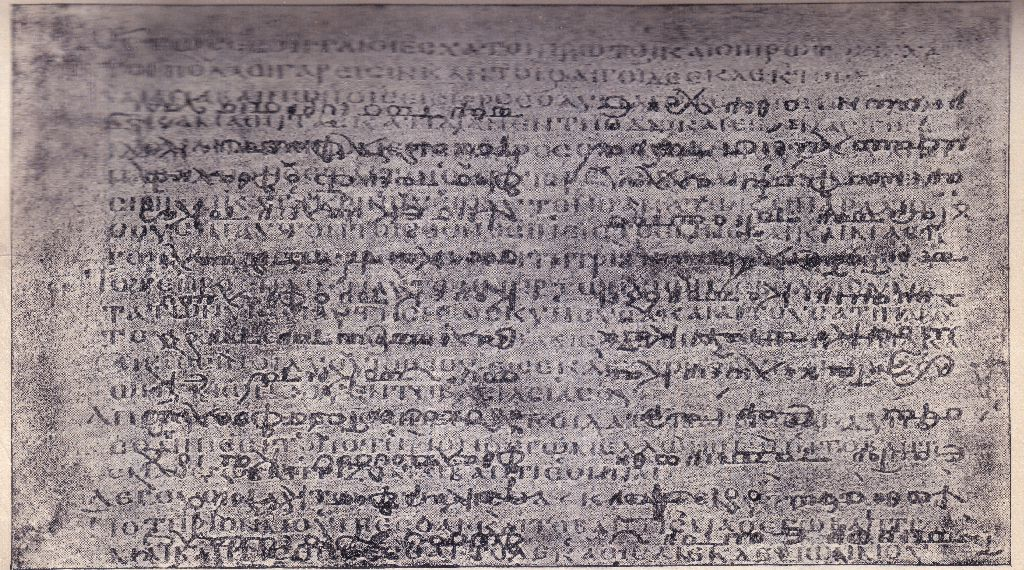
Codex Ephraemi

Codex Ephraemi Rescriptus (Nestle–Aland nr. C eller 04) (Paris, BnF, Gr. 9) är en handskriven pergamentmajuskel som utgörs av en grekisk Bibel från 400-talet. Codex Ephraemi innehåller det Gamla Testamentet (Septuaginta) och det Nya testamentet. Det är en palimpsest . 
Under en vistelse i Paris lyckades Konstantin von Tischendorf i oktober 1840 till januari 1843 på nationalbiblioteket dechiffrera en svårläslig palimpsest Codex, och utgav från trycket detta betydande fynd (N.T. 1843, G.T. 1845).

## Fotnoter och referenser
1. ↑  Kurt und Barbara Aland, Der Text des Neuen Testaments. Einführung in die wissenschaftlichen Ausgaben sowie in Theorie und Praxis der modernen Textkritik. Deutsche Bibelgesellschaft, Stuttgart 1989, s. 119. ISBN 3-438-06011-6.